# Wild Cherry (album)
Wild Cherry è il primo album in studio dell'omonima band, pubblicato nel 1976.

## Descrizione
Prodotto dagli stessi Wild Cherry, è un long play funky che contamina sonorità appartenenti al mondo della disco music. È ricordato, sia dalla critica che dal pubblico, per il singolo Play That Funky Music, considerato da molti una pietra miliare del genere. Il brano è stato campionato da numerosi artisti. Da menzionare, in particolare, la reinterpretazione di Vanilla Ice nel suo primo lavoro, To the Extreme.

## Tracce
1. Play That Funky Music (5:00)
2. The Lady Wants Your Money (4:14)
3. 99 1/2 (3:00)
4. Don't Go Near the Water (3:15)
5. Nowhere to Run (3:07)
6. I Feel Sanctified (3:45)
7. Hold On (4:11)
8. Get It Up (3:01)
9. What in the Funk Do You See (3:35)

## Formazione
- Wild Cherry: voce, basso elettrico, chitarra elettrica, batteria
- Tampa Lann: voce
- Joe Eckert: sassofono